# 嗜碱海洋菌属
嗜碱海洋菌属（学名：Alkalimarinus）是交替单胞菌科下的一属。此属的物种都是革兰氏阴性、兼性厌氧、异养、耐碱性、过氧化氢酶阴性、氧化酶阳性的杆状细菌。此属的模式种是底泥嗜碱海洋菌（Alkalimarinus sediminis）。

## 词源
Alkalimarinus这个名称由两个部分组成。第一个部分“alkali”是指碱性的意思，第二个部分“marinus”是指海洋的意思。因此，Alkalimarinus是指生活在碱性海洋环境下的细菌。

## 下属物种
本属包括以下物种：
- Alkalimarinus coralli Li et al. 2023
- 底泥嗜碱海洋菌 Alkalimarinus sediminis Zhao et al. 2015